# Canadá en los Juegos Olímpicos de Pekín 2008
Canadá estuvo representado en los Juegos Olímpicos de Pekín 2008 por un total de 332 deportistas que compitieron en 25 deportes.  
El portador de la bandera en la ceremonia de apertura fue el piragüista Adam van Koeverden.

## Medallistas
El equipo olímpico canadiense obtuvo las siguientes medallas:
| Nombre | Deporte               | Competición                        |
| --- | --------------------- | ---------------------------------- |
| Oro |                       |                                    |
| Eric Lamaze (Hickstead) | Hípica                | Saltos ind.                        |
| Carol Huynh | Lucha libre           | 48 kg F                            |
| Kevin Light Benjamin Rutledge Andrew Byrnes Jacob Wetzel Malcolm Howard Dominic Seiterle Adam Kreek Kyle Hamilton Brian Price (t) | Remo                  | Ocho con timonel (M8+) M           |
| Plata |                       |                                    |
| Karen Cockburn | Gimnasia en trampolín | Individual F                       |
| Jason Burnett | Gimnasia en trampolín | Individual M                       |
| Mac Cone (Ole) Gillian Henselwood (Special Ed) Eric Lamaze (Hickstead) Ian Millar (In Style)                                      | Hípica                | Saltos por eqs.                    |
| Adam van Koeverden | Piragüismo            | K1 500 m M                         |
| David Calder Scott Frandsen | Remo                  | Dos sin timonel (M2-) M            |
| Alexandre Despatie | Saltos                | Trampolín 3 m M                    |
| Emilie Heymans | Saltos                | Plataforma 10 m F                  |
| Karine Sergerie | Taekwondo             | –67 kg F                           |
| Simon Whitfield | Triatlón              | Individual M                       |
| Bronce |                       |                                    |
| Priscilla Lopes-Schliep | Atletismo             | 100 m vallas F                     |
| Dylan Armstrong | Atletismo             | Peso M                             |
| Christine Girard | Halterofilia          | 63 kg F                            |
| Tonya Verbeek | Lucha libre           | 55 kg F                            |
| Ryan Cochrane | Natación              | 1500 m M                           |
| Thomas Hall | Piragüismo            | C1 1000 m M                        |
| Iain Brambell Jonathan Beare Michael Lewis Liam Parsons                                                                           | Remo                  | Cuatro sin timonel ligero (LM4-) M |
| George Bridgewater Nathan Twaddle                                                                                                 | Remo                  | Dos sin timonel (M2-) M            |